# Gaji (Guntur)
Gaji is een bestuurslaag in het regentschap Demak van de provincie Midden-Java, Indonesië. Gaji telt 3918 inwoners (volkstelling 2010).